# Бахмутский сельсовет
Бахмутский сельсовет — муниципальное образование в Куюргазинском районе Башкортостана.
Административный центр — село Бахмут.

## История
Согласно «Закону о границах, статусе и административных центрах муниципальных образований в Республике Башкортостан» имеет статус сельского поселения.

## Население
| 2002  | 2009  | 2010  | 2012  | 2013  | 2014  | 2015  |
| ----- | ----- | ----- | ----- | ----- | ----- | ----- |
| 1308  | ↘1305 | ↘1213 | ↘1190 | ↘1129 | ↘1125 | ↘1102 |
| 2016  | 2017  | 2018  |       |       |       |       |
| ↘1094 | ↘1078 | ↘1046 |       |       |       |       |

## Состав сельского поселения
| № | Населённый пункт | Тип населённого пункта       | Население |
| - | ---------------- | ---------------------------- | --------- |
| 1 | Бахмут           | село, административный центр | ↘618      |
| 2 | Ямансарово       | село                         | ↘232      |
| 3 | Покровка         | село                         | ↗169      |
| 4 | Горный Ключ      | деревня                      | ↘113      |
| 5 | Красный Восток   | деревня                      | ↗66       |
| 6 | Янги-Аул         | хутор                        | ↘15       |

## Известные жители и уроженцы
- Алибаев, Сагид Рахматович (23 ноября 1903 — 2 января 1975) — советский государственный деятель, педагог, кандидат педагогических наук (1955), заслуженный учитель школы РСФСР (1960)[13].
- Хохлов, Анатолий Иванович (1 июля 1918 — 4 февраля 1995) — советский офицер, участник Великой Отечественной войны, Герой Советского Союза[14].